# Lover (album)
Lover je sedmé studiové album americké zpěvačka Taylor Swift. Vyšlo 23. srpna 2019 pod vydavatelstvím Republic Records. Zpěvačka album popsala jako „milostný dopis lásce samotné“. Album oslavuje vzestupy a pády lásky a zahrnuje jasnější, veselejší tóny, které se odchylují od temných zvuků předchozího alba Reputation (2017).

## Zveřejnění a propagace

### Propagace
Několik týdnů před očekávaným vydáním alba Swift pozvala vybrané fanoušky na soukromé večírky pojmenované Secret Sessions, kde jim album pouštěla. Tradice se Secret Sessions počala již s albem 1989. Večírky se konaly v Londýně, Nashvillu a Los Angeles. Audionahrávky ze Secret Sessions byly přehrávány na iHeartRadio. Dne 20. srpna 2019 Swift na Spotify uveřejnila speciální playlist, kde postupně odhalovala texty písní. O den později zpěvačka ve spolupráci se Stellou McCartney odhalily kolekci oblečení a doplňků.

### Turné
Dne 17. září 2019 Swift oznámila festivalové turné Lover Fest, které má začít v červnu 2020. Swift zahraje na dvou koncertech v SoFi Stadium, Los Angeles, jež jsou součástí Lover Fest West, a dva další koncerty v Gillette Stadium, Foxborough jako součást Lover Fest East. K tomu další koncerty v Evropě a dva v Brazílii. Swift na sociálních sítích konstatovala: „Album Lover jsou otevřená místa, západy slunce + LÉTO. Chci ho prezentovat tím způsobem, který je pro to autentický. Chci jít na místa, kde jsem nikdy nebyla a hrát na festivalech. Tam kde nebyly festivaly, tam jsme si nějaké vytvořili.“

## Ocenění
| Rok  | Organizace                | Ocenění                             | Výsledek  |
| ---- | ------------------------- | ----------------------------------- | --------- |
| 2019 | People's Choice Awards    | Album roku 2019                     | vítězství |
| 2019 | American Music Awards     | Nejoblíbenější popové/rockové album | vítězství |
| 2020 | Universal Music India     | Album roku                          | vítězství |
| 2020 | Cena Grammy               | Album roku                          | nominace  |
| 2020 | Gaana User's Choice Icons | Nejlepší mezinárodní album          | vítězství |
| 2020 | Japan Gold Disc Awards    | Album roku (západní)                | vítězství |
| 2020 | Japan Gold Disc Awards    | Nejlepší 3 alba (západní)           | vítězství |

## Seznam skladeb
| Standardní edice | Standardní edice                                   | Standardní edice                             | Standardní edice            | Standardní edice |
| Pořadí           | Název                                              | Autor                                        | Producent(i)                | Délka            |
| ---------------- | -------------------------------------------------- | -------------------------------------------- | --------------------------- | ---------------- |
| 1.               | I Forgot That You Existed                          | Taylor Swift • Louis Bell • Adam King Feeney | Bell • Frank Dukes • Swift  | 2:51             |
| 2.               | Cruel Summer                                       | Swift • Jack Antonoff • Annie Clark          | Antonoff • Swift            | 2:58             |
| 3.               | Lover                                              | Swift                                        | Antonoff • Swift            | 3:41             |
| 4.               | The Man                                            | Swift • Joel Little                          | Little • Swift              | 3:10             |
| 5.               | The Archer                                         | Swift • Antonoff                             | Antonoff • Swift            | 3:31             |
| 6.               | I Think He Knows                                   | Swift • Antonoff                             | Antonoff • Swift            | 2:53             |
| 7.               | Miss Americana & the Heartbreak Prince             | Swift • Little                               | Little • Swift              | 3:54             |
| 8.               | Paper Rings                                        | Swift • Antonoff                             | Antonoff • Swift            | 3:42             |
| 9.               | Cornelia Street                                    | Swift                                        | Antonoff • Swift            | 4:47             |
| 10.              | Death by a Thousand Cuts                           | Swift • Antonoff                             | Antonoff • Swift            | 3:19             |
| 11.              | London Boy                                         | Swift • Antonoff • Cautious Clay • Sounwave  | Antonoff • Swift • Sounwave | 3:10             |
| 12.              | Soon You'll Get Better (featuring Dixie Chicks)    | Swift • Antonoff                             | Antonoff • Swift            | 3:22             |
| 13.              | False God                                          | Swift • Antonoff                             | Antonoff • Swift            | 3:20             |
| 14.              | You Need to Calm Down                              | Swift • Little                               | Little • Swift              | 2:51             |
| 15.              | Afterglow                                          | Swift • Bell • Feeney                        | Bell • Dukes • Swift        | 3:43             |
| 16.              | Me! (featuring Brendon Urie z Panic! at the Disco) | Swift • Little • Urie                        | Little • Swift              | 3:13             |
| 17.              | It's Nice to Have a Friend                         | Swift • Bell • Feeney                        | Bell • Dukes • Swift        | 2:30             |
| 18.              | Daylight                                           | Swift                                        | Antonoff • Swift            | 4:53             |
| Celková délka:   | Celková délka:                                     | Celková délka:                               | Celková délka:              | 1:01:48          |

| Země                         | Pozice (2019) |
| ---------------------------- | ------------- |
| Argentina (CAPIF)            | 1             |
| Austrálie (ARIA)             | 1             |
| Česko (ČNS IFPI)             | 2             |
| Francie (SNEP)               | 5             |
| Itálie (FIMI)                | 2             |
| Japonsko (Oricon)            | 3             |
| Kanada (Billboard)           | 1             |
| Mexiko (AMPROFON)            | 1             |
| Německo (Offizielle Top 100) | 2             |
| Nový Zéland (RMNZ)           | 1             |
| Rakousko (Ö3 Austria)        | 2             |
| UK (OCC)                     | 1             |
| USA (Billboard)              | 1             |

| Profesionální kritika | Profesionální kritika |
| Zdroj                 | Hodnocení             |
| --------------------- | --------------------- |
| Guardian              | 3/5 hvězdiček         |
| Kultorio              | 8/10 hvězdiček        |
| Music NOW             | 3.5 / 5               |
| musicserver.cz        | 7/10 hvězdiček        |
| NME                   | 4/5 hvězdiček         |
| Pitchfork             | 7.1 / 10              |
| RollingStone          | 4/5 hvězdiček         |

## Historie zveřejnění
| Oblast             | Datum              | Formát(y)                     | Edice    | Vydavatelství |
| ------------------ | ------------------ | ----------------------------- | -------- | ------------- |
| Svět               | 23. srpna 2019     | Digitální stažení • streaming | Standard | Republic      |
| Svět               | 23. srpna 2019     | CD                            | Standard | Republic      |
| Svět               | 23. srpna 2019     | CD                            | Deluxe   | Republic      |
| Spojené království | 23. srpna 2019     | Audiokazeta                   | Standard | Virgin EMI    |
| Evropa             | 23. srpna 2019     | Audiokazeta                   | Standard | Universal     |
| Spojené státy      | 30. srpna 2019     | Audiokazeta                   | Standard | Republic      |
| Austrálie          | 1. listopadu 2019  | Audiokazeta                   | Standard | Universal     |
| Brazílie           | 2. listopadu 2019  | CD                            | Standard | Universal     |
| Spojené státy      | 15. listopadu 2019 | Vinyl                         | Standard | Republic      |
| Spojené království | 15. listopadu 2019 | Vinyl                         | Standard | Virgin EMI    |
| Evropa             | 15. listopadu 2019 | Vinyl                         | Standard | Universal     |